# 亚历山德罗夫斯克市镇
亚历山德罗夫斯克市镇（俄语：Муниципальное образование «Александровск»）是俄罗斯联邦伊尔库茨克州阿拉尔区所属的一个市镇。其下辖有3个居民点，行政中心为亚历山德罗夫斯克。据2016年统计，该市镇的人口为642人。